# 소말리아 전쟁 (2006년~2009년)
2006년 소말리아 전쟁은 소말리아 내전의 하나로서, 2006년에서 2009년까지 이루어진 전쟁이다.

## 같이 보기
- 소말리아 내전
- 2009년 소말리아 전쟁